# 2020年夏季奧林匹克運動會空手道比賽
2020年夏季奧林匹克運動會空手道比賽，是因2019冠狀病毒病疫情而延期至2021年舉行的第32屆夏季奧林匹克運動會的其中一個比賽項目，於2021年8月5日至8月7日在日本武道館進行。該項目共設八個小項，其中組手小項六個，型小項兩個。2016年8月3日，国际奥林匹克委员会在第129届全体会议中宣布空手道联同另外四个大项成为2020年东京奥运正式项目，這是空手道首度成為奧運正式項目，然而該項目與棒球及壘球兩項目一樣僅會於2020東京奧運進行，並沒有延續至2024年巴黎奧運。

## 賽制

### 自由組手
世界空手道聯盟(WKF)於2018年1月起所實行賽制被採用。在2019年1月，型比賽採用積分賽制。在空手道世界錦標賽上，自由組手比賽採用以重量級為基礎的系統，每個男女選手都有五個分級。然而在夏季奧運會上，自由組手比賽僅有三個分區，如下所示：
男子的重量級別：-67公斤，-75公斤，+75公斤
女子的重量級別：-55公斤，-61公斤，+61公斤
兩名選手在一個 8米 × 8米（26英尺 × 26英尺）的比賽區域上相互對峙。每場比賽持續3分鐘，除非其中一名選手比對手多積累8分。選手可以透過累積比對手多8分或在3分鐘內獲得更多分數來獲勝。當比賽打成平手時，首先得分的選手會成為勝利者。如果比分平局，則由五名評判員做出決定來宣布勝者。
積分的獲得方式如下：
- Ippon（一本，3分）：擊中對手的頭部或者使用踢擊技術，或者施加任何技巧給被打倒的對手獲得。
- Waza-ari（技有，2分）：擊打對手的腹部、側面、背部或軀幹可以獲得。
- Yuko（有効，1分）：以握拳打擊對手的頭部、脖子、腹部、側面、背部或軀幹可以獲得。

這些分數是根據對技術應用和攻擊部位來獲得的，並且有不同的分數對應不同的攻擊方式。此外平時要嚴格禁止對對手下身進行攻擊，並且必須控制力量，以避免傷害對手。如果對手受傷嚴重可能導致失去積分或被取消賽事資格。
警告分為四個級別：
- Chukoku（初級警告）：第一次犯輕微違規。
- Keikoku（第二警告）：對同樣輕微違規犯第二次，或對中等違規犯第一次。
- Hansoku-chui（第三警告）：對同樣輕微違規犯第三次，或對同樣中等違規犯第二次，或者對重大違規犯第一次（通常是對重要部位或下體進行過度接觸，嚴重傷害對手）。
- Hansoku（第四和最後警告）：對整個團隊積分造成嚴重損害。勝利將授予對手。

這些警告和懲罰旨在維持比賽秩序和遵守規則，確保選手之間的公平競爭。

### 型
七名裁判都會在5.0至10.0的範圍內進行個別評分，技術分和運動分分別以0.2的增量計算。每組七名裁判中最高和最低的兩個得分將被淘汰，所有剩下的得分將被加總以計算最終得分，其中技術分佔70％，運動分佔30％。如果比賽打平，選手將進行額外的空手套路表演以進行評分。在技術分方面有七項評估準則：步伐、技術、過渡動作、時機、正確呼吸、專注和符合。在運動分方面有三個評估準則：力量、速度和平衡。

## 參賽資格
世界空手道聯盟在该项目上共分配80个参赛席位，每个项目10个席位（不包括获国际奥委会特别邀请的难民选手）。每个国家/地区奥委会在每个项目上最多只能派一名选手参赛。所有参赛的运动员必须符合奥林匹克宪章。
年龄限制方面，参加组手项目的选手必须在2003年6月或之前出生，而参加型项目的选手则必须在2005年6月或之前出生。

### 時間表
| 資格來源           | 日期                   | 地點               |
| ------------------ | ---------------------- | ------------------ |
| 2018年亞洲運動會   | 2018年8月18日至9月2日  | 雅加達、巨港       |
| 2019年歐洲運動會   | 2019年6月21日至30日    | 明斯克             |
| 2019年太平洋運動會 | 2019年7月8日至20日     | 阿皮亞             |
| 2019年泛美運動會   | 2019年7月26日至8月11日 | 利馬               |
| 2019年非洲運動會   | 2019年8月23日至9月3日  | 卡薩布蘭卡、拉巴特 |
| 奧運排名           | 2021年5月25日          | —                  |
| 資格賽             | 2021年6月11日至13日    | 巴黎               |

### 男子

#### 67公斤級
| 資格來源                           | 資格數 | 代表團   | 取得資格運動員          |
| ---------------------------------- | ------ | -------- | ----------------------- |
| 主辦國                             | 1      | 日本     | 佐合尚人                |
| 60公斤級奧運排名 （截至2021年5月） | 2      |          | 达尔汉·阿萨季诺夫       |
| 60公斤級奧運排名 （截至2021年5月） | 2      | 意大利   | Angelo Crescenzo        |
| 67公斤級奧運排名 （截至2021年5月） | 2      | 法国     | 史蒂文·达科斯塔         |
| 67公斤級奧運排名 （截至2021年5月） | 2      | 埃及     | Ali El-Sawy             |
| 資格賽                             | 3      | 土耳其   | 埃拉伊·沙姆丹           |
| 資格賽                             | 3      | 约旦     | 阿卜杜勒拉赫曼·马萨特法 |
| 資格賽                             | 3      | 阿塞拜疆 | 菲尔多夫西·法尔扎利耶夫 |
| 洲際代表                           | 2      | 拉脱维亚 | Kalvis Kalniņš          |
| 洲際代表                           | 2      | 委内瑞拉 | Andrés Madera           |
| 三方委員會                         | 0      | —        | —                       |
| 特別邀請                           | 1      | 难民     | Hamoon Derafshipour     |
| 總計                               | 11     |          |                         |

#### 75公斤級
| 資格來源                           | 資格數 | 代表團   | 取得資格運動員           |
| ---------------------------------- | ------ | -------- | ------------------------ |
| 主辦國                             | 1      | 日本     | 西村拳                   |
| 75公斤級奧運排名 （截至2021年5月） | 4      | 伊朗     | Bahman Askari            |
| 75公斤級奧運排名 （截至2021年5月） | 4      | 意大利   | 路易吉·布萨              |
| 75公斤級奧運排名 （截至2021年5月） | 4      | 阿塞拜疆 | 拉斐尔·阿加耶夫          |
| 75公斤級奧運排名 （截至2021年5月） | 4      | 乌克兰   | 斯坦尼斯拉夫·戈鲁纳      |
| 75公斤級奧運排名 （截至2021年5月） | 4      | 美国     | Tom Scott                |
| 資格賽                             | 3      |          | Nurkanat Azhikanov       |
| 資格賽                             | 3      | 德国     | Noah Bitsch              |
| 資格賽                             | 3      | 匈牙利   | 哈尔什保陶基·加博尔      |
| 洲際代表                           | 2      |          | 八寻恒存                 |
| 洲際代表                           | 2      | 埃及     | Abdalla Mamduh Abdelaziz |
| 三方委員會                         | 0      | —        | —                        |
| 總計                               | 10     |          |                          |

#### 75公斤以上級
| 資格來源                               | 資格數 | 代表團              | 取得資格運動員   |
| -------------------------------------- | ------ | ------------------- | ---------------- |
| 主辦國                                 | 1      | 日本                | 荒贺龙太郎       |
| 84公斤級奧運排名 （截至2021年5月）     | 2      | 土耳其              | 乌乌尔·阿克塔什  |
| 84公斤級奧運排名 （截至2021年5月）     | 2      | 克罗地亚            | Ivan Kvesić      |
| 84公斤以上級奧運排名 （截至2021年5月） | 2      | 伊朗                | 萨贾德·甘杰扎德  |
| 84公斤以上級奧運排名 （截至2021年5月） | 2      | 德国                | Jonathan Horne   |
| 資格賽                                 | 3      | 沙特阿拉伯          | 塔雷格·哈米迪    |
| 資格賽                                 | 3      | Gogita Arkania      |                  |
| 資格賽                                 | 3      | 加拿大              | Daniel Gaysinsky |
| 洲際代表                               | 2      | 美国                | Brian Irr        |
| 洲際代表                               | 2      | 达尼亚尔·尤尔达舍夫 |                  |
| 三方委員會                             | 0      | —                   | —                |
| 總計                                   | 10     |                     |                  |

#### 男子型
| 資格來源                     | 資格數 | 代表團   | 取得資格運動員     |
| ---------------------------- | ------ | -------- | ------------------ |
| 主辦國                       | 1      | 日本     | 喜友名谅           |
| 型奧運排名 （截至2021年5月） | 4      | 西班牙   | 达米安·金特罗      |
| 型奧運排名 （截至2021年5月） | 4      | 土耳其   | 阿里·索富奥卢      |
| 型奧運排名 （截至2021年5月） | 4      | 委内瑞拉 | Antonio Díaz       |
| 型奧運排名 （截至2021年5月） | 4      | 意大利   | Mattia Busato      |
| 資格賽                       | 3      | 美国     | 阿列尔·托雷斯      |
| 資格賽                       | 3      | 中华台北 | 王翌達             |
| 資格賽                       | 3      | 韩国     | 朴喜俊             |
| 洲際代表                     | 0      | —        | —                  |
| 三方委員會                   | 1      | 科威特   | Mohammad Al-Mosawi |
| 重新分配                     | 1      | 德国     | Ilja Smorguner     |
| 特別邀請                     | 1      | 难民     | Wael Shueb         |
| 總計                         | 11     |          |                    |

### 女子

#### 55公斤級
| 資格來源                           | 資格數 | 代表團               | 取得資格運動員   |
| ---------------------------------- | ------ | -------------------- | ---------------- |
| 主辦國                             | 1      | 日本                 | 宫原美穗         |
| 50公斤級奧運排名 （截至2021年5月） | 2      | 土耳其               | Serap Özçelik    |
| 50公斤級奧運排名 （截至2021年5月） | 2      | 伊朗                 | Sara Bahmanyar   |
| 55公斤級奧運排名 （截至2021年5月） | 2      | 乌克兰               | 安澤莉卡·特柳加  |
| 55公斤級奧運排名 （截至2021年5月） | 2      | 中华台北             | 文姿             |
| 資格賽                             | 3      | 保加利亚             | 伊韋特·戈拉諾娃  |
| 資格賽                             | 3      | Moldir Zhangbyrbay   |                  |
| 資格賽                             | 3      | 俄罗斯奥林匹克委员会 | Anna Chernysheva |
| 洲際代表                           | 2      | 埃及                 | Radwa Sayed      |
| 洲際代表                           | 2      | 奥地利               | 贝蒂娜·普兰克    |
| 三方委員會                         | 0      | —                    | —                |
| 總計                               | 10     |                      |                  |

#### 61公斤級
| 資格來源                           | 資格數 | 代表團   | 取得資格運動員    |
| ---------------------------------- | ------ | -------- | ----------------- |
| 主辦國                             | 1      | 日本     | 染谷真有美        |
| 61公斤級奧運排名 （截至2021年5月） | 4      | 中国     | 尹笑言            |
| 61公斤級奧運排名 （截至2021年5月） | 4      | 埃及     | 吉安娜·法鲁克     |
| 61公斤級奧運排名 （截至2021年5月） | 4      | 土耳其   | 梅尔韦·乔班       |
| 61公斤級奧運排名 （截至2021年5月） | 4      | 塞尔维亚 | 约瓦娜·普雷科维奇 |
| 資格賽                             | 3      | 摩洛哥   | Btissam Sadini    |
| 資格賽                             | 3      | 乌克兰   | Anita Serogina    |
| 資格賽                             | 3      | 委内瑞拉 | Claudymar Garcés  |
| 洲際代表                           | 1      | 秘鲁     | Alexandra Grande  |
| 三方委員會                         | 0      | —        | —                 |
| 重新分配                           | 1      | 法国     | Leïla Heurtault   |
| 總計                               | 10     |          |                   |

#### 61公斤以上級
| 資格來源                               | 資格數 | 代表團     | 取得資格運動員           |
| -------------------------------------- | ------ | ---------- | ------------------------ |
| 主辦國                                 | 1      | 日本       | 植草步                   |
| 68公斤級奧運排名 （截至2021年5月）     | 2      | 阿塞拜疆   | 伊琳娜·扎列茨卡          |
| 68公斤級奧運排名 （截至2021年5月）     | 2      | 中国       | 龚莉                     |
| 68公斤以上級奧運排名 （截至2021年5月） | 2      | 伊朗       | Hamideh Abbasali         |
| 68公斤以上級奧運排名 （截至2021年5月） | 2      | 土耳其     | Meltem Hocaoğlu          |
| 資格賽                                 | 3      | 瑞士       | Elena Quirici            |
| 資格賽                                 | 3      | 意大利     | 西尔维娅·塞梅拉罗        |
| 資格賽                                 | 3      | 埃及       | 法莉雅爾·阿卜杜勒-阿齊茲 |
| 洲際代表                               | 2      |            | 索菲娅·别鲁尔采娃        |
| 洲際代表                               | 2      | 阿尔及利亚 | Lamya Matoub             |
| 三方委員會                             | 0      | —          | —                        |
| 總計                                   | 10     |            |                          |

#### 女子型
| 資格來源                     | 資格數 | 代表團   | 取得資格運動員        |
| ---------------------------- | ------ | -------- | --------------------- |
| 主辦國                       | 1      | 日本     | 清水希容              |
| 型奧運排名 （截至2021年5月） | 4      | 西班牙   | 桑德拉·桑切斯         |
| 型奧運排名 （截至2021年5月） | 4      | 意大利   | 维维安娜·博塔罗       |
| 型奧運排名 （截至2021年5月） | 4      | 中国香港 | 劉慕裳                |
| 型奧運排名 （截至2021年5月） | 4      | 美国     | 国米樱                |
| 資格賽                       | 3      | 土耳其   | Dilara Bozan          |
| 資格賽                       | 3      | 法国     | Alexandra Feracci     |
| 資格賽                       | 3      | 德国     | Jasmin Jüttner        |
| 洲際代表                     | 1      | 新西兰   | Alexandrea Anacan     |
| 三方委員會                   | 1      | 北马其顿 | Puleksenija Jovanoska |
| 總計                         | 10     |          |                       |

## 赛程
以下是空手道项目的赛程安排：
| 日期         | 时间        | 项目             |
| ------------ | ----------- | ---------------- |
| 2021年8月5日 | 10:00-14:45 | 女子型           |
| 2021年8月5日 | 10:00-14:45 | 男子67公斤级     |
| 2021年8月5日 | 17:00-21:40 | 女子型           |
| 2021年8月5日 | 17:00-21:40 | 男子67公斤级     |
| 2021年8月5日 | 17:00-21:40 | 女子55公斤级     |
| 2021年8月6日 | 10:00-14:45 | 男子型           |
| 2021年8月6日 | 10:00-14:45 | 女子61公斤级     |
| 2021年8月6日 | 17:00-21:40 | 男子型           |
| 2021年8月6日 | 17:00-21:40 | 女子61公斤级     |
| 2021年8月6日 | 17:00-21:40 | 男子75公斤级     |
| 2021年8月7日 | 14:00-20:45 | 女子61公斤以上级 |
| 2021年8月7日 | 14:00-20:45 | 男子75公斤以上级 |

## 參賽代表團
以下是获得奥运空手道参赛资格的代表团列表（含最终未能上场参加任何一场比赛的选手）：
- 日本（8）
- 土耳其（7）
- 埃及（5）
- 意大利（5）
- （5）
- 德国（4）
- 美国（4）
- 阿塞拜疆（3）
- 法国（3）
- 伊朗（3）
- 乌克兰（3）
- 委内瑞拉（3）
- 中国（2）
- 中华台北（2）
- 西班牙（2）
- 难民（2）
- 阿尔及利亚（1）
- （1）
- 奥地利（1）
- 保加利亚（1）
- 加拿大（1）
- 克罗地亚（1）
- （1）
- 中国香港（1）
- 匈牙利（1）
- 约旦（1）
- 科威特（1）
- 拉脱维亚（1）
- 摩洛哥（1）
- 新西兰（1）
- 北马其顿（1）
- 秘鲁（1）
- 俄罗斯奥林匹克委员会（1）
- 沙特阿拉伯（1）
- 塞尔维亚（1）
- 韩国（1）
- 瑞士（1）

## 獎牌榜
*   主办国家/地区（日本）
| 排名                      | 国家 / 地区               | 金牌 | 銀牌 | 銅牌 | 总计 |
| ------------------------- | ------------------------- | ---- | ---- | ---- | ---- |
| 1                         | 日本（JPN）*              | 1    | 1    | 1    | 3    |
| 2                         | 西班牙（ESP）             | 1    | 1    | 0    | 2    |
| 3                         | 埃及（EGY）               | 1    | 0    | 1    | 2    |
| 3                         | 意大利（ITA）             | 1    | 0    | 1    | 2    |
| 5                         | 保加利亚（BUL）           | 1    | 0    | 0    | 1    |
| 5                         | 法国（FRA）               | 1    | 0    | 0    | 1    |
| 5                         | 伊朗（IRI）               | 1    | 0    | 0    | 1    |
| 5                         | 塞尔维亚（SRB）           | 1    | 0    | 0    | 1    |
| 9                         | 阿塞拜疆（AZE）           | 0    | 2    | 0    | 2    |
| 10                        | 土耳其（TUR）             | 0    | 1    | 3    | 4    |
| 11                        | 中国（CHN）               | 0    | 1    | 1    | 2    |
| 11                        | 乌克兰（UKR）             | 0    | 1    | 1    | 2    |
| 13                        | 沙特阿拉伯（KSA）         | 0    | 1    | 0    | 1    |
| 14                        | （KAZ）                   | 0    | 0    | 2    | 2    |
| 15                        | 奥地利（AUT）             | 0    | 0    | 1    | 1    |
| 15                        | 中国香港（HKG）           | 0    | 0    | 1    | 1    |
| 15                        | 匈牙利（HUN）             | 0    | 0    | 1    | 1    |
| 15                        | 约旦（JOR）               | 0    | 0    | 1    | 1    |
| 15                        | 中华台北（TPE）           | 0    | 0    | 1    | 1    |
| 15                        | 美国（USA）               | 0    | 0    | 1    | 1    |
| 总计（共20个国家 / 地区） | 总计（共20个国家 / 地区） | 8    | 8    | 16   | 32   |

## 獎牌得主

### 男子
| 項目                  | 金牌                          | 银牌                              | 铜牌                                  |
| 67公斤級 （詳細）     | 史蒂文·达科斯塔 · 法国（FRA） | 埃拉伊·沙姆丹 · 土耳其（TUR）     | 达尔汉·阿萨季诺夫 · （KAZ）           |
| 67公斤級 （詳細）     | 史蒂文·达科斯塔 · 法国（FRA） | 埃拉伊·沙姆丹 · 土耳其（TUR）     | 阿卜杜勒拉赫曼·马萨特法 · 约旦（JOR） |
| 75公斤級 （詳細）     | 路易吉·布萨 · 意大利（ITA）   | 拉斐尔·阿加耶夫 · 阿塞拜疆（AZE） | 哈尔什保陶基·加博尔 · 匈牙利（HUN）   |
| 75公斤級 （詳細）     | 路易吉·布萨 · 意大利（ITA）   | 拉斐尔·阿加耶夫 · 阿塞拜疆（AZE） | 斯坦尼斯拉夫·戈鲁纳 · 乌克兰（UKR）   |
| 75公斤以上級 （詳細） | 萨贾德·甘杰扎德 · 伊朗（IRI） | 塔雷格·哈米迪 · 沙特阿拉伯（KSA） | 荒贺龙太郎 · 日本（JPN）              |
| 75公斤以上級 （詳細） | 萨贾德·甘杰扎德 · 伊朗（IRI） | 塔雷格·哈米迪 · 沙特阿拉伯（KSA） | 乌乌尔·阿克塔什 · 土耳其（TUR）       |
| 型 （詳細）           | 喜友名谅 · 日本（JPN）        | 达米安·金特罗 · 西班牙（ESP）     | 阿列尔·托雷斯 · 美国（USA）           |
| 型 （詳細）           | 喜友名谅 · 日本（JPN）        | 达米安·金特罗 · 西班牙（ESP）     | 阿里·索富奥卢 · 土耳其（TUR）         |

### 女子
| 項目                  | 金牌                                   | 银牌                              | 铜牌                            |
| 55公斤級 （詳細）     | 伊韋特·戈拉諾娃 · 保加利亚（BUL）      | 安澤莉卡·特柳加 · 乌克兰（UKR）   | 贝蒂娜·普兰克 · 奥地利（AUT）   |
| 55公斤級 （詳細）     | 伊韋特·戈拉諾娃 · 保加利亚（BUL）      | 安澤莉卡·特柳加 · 乌克兰（UKR）   | 文姿 · 中华台北（TPE）          |
| 61公斤級 （詳細）     | 约瓦娜·普雷科维奇 · 塞尔维亚（SRB）    | 尹笑言 · 中国（CHN）              | 吉安娜·法鲁克 · 埃及（EGY）     |
| 61公斤級 （詳細）     | 约瓦娜·普雷科维奇 · 塞尔维亚（SRB）    | 尹笑言 · 中国（CHN）              | 梅尔韦·乔班 · 土耳其（TUR）     |
| 61公斤以上級 （詳細） | 法莉雅爾·阿卜杜勒-阿齊茲 · 埃及（EGY） | 伊琳娜·扎列茨卡 · 阿塞拜疆（AZE） | 龚莉 · 中国（CHN）              |
| 61公斤以上級 （詳細） | 法莉雅爾·阿卜杜勒-阿齊茲 · 埃及（EGY） | 伊琳娜·扎列茨卡 · 阿塞拜疆（AZE） | 索菲娅·别鲁尔采娃 · （KAZ）     |
| 型 （詳細）           | 桑德拉·桑切斯 · 西班牙（ESP）          | 清水希容 · 日本（JPN）            | 劉慕裳 · 中国香港（HKG）        |
| 型 （詳細）           | 桑德拉·桑切斯 · 西班牙（ESP）          | 清水希容 · 日本（JPN）            | 维维安娜·博塔罗 · 意大利（ITA） |